# VV Heerenveen in het seizoen 1967/68
Het seizoen 1967/1968 was het 14e jaar in het bestaan van de Heerenveense betaaldvoetbalclub Heerenveen. De club kwam uit in de Tweede divisie en eindigde daarin op de 15e plaats. Tevens deed de club mee aan het toernooi om de KNVB beker, hierin werd de club in de groepsfase uitgeschakeld.

## Wedstrijdstatistieken

### Tweede divisie
|       | AGOVV | Baronie | SC Drente | EDO   | Excelsior | Fortuna | Gooiland | De Graafschap | Helmond Sport | Hermes DVS | Hilversum | Limburgia | NOAD  | PEC   | Roda JC | Veendam | Wageningen | ZFC   | Zwolsche Boys |
| ----- | ----- | ------- | --------- | ----- | --------- | ------- | -------- | ------------- | ------------- | ---------- | --------- | --------- | ----- | ----- | ------- | ------- | ---------- | ----- | ------------- |
| Thuis | 3 – 0 | 1 – 1   | 2 – 2     | 0 – 1 | 2 – 2     | 2 – 2   | 4 – 5    | 2 – 4         | 1 – 1         | 0 – 0      | 5 – 0     | 1 – 1     | 3 – 0 | 2 – 0 | 0 – 1   | 5 – 1   | 1 – 0      | 1 – 2 | 1 – 0         |
| Uit   | 0 – 2 | 3 – 6   | 3 – 4     | 1 – 0 | 1 – 1     | 3 – 1   | 1 – 1    | 2 – 2         | 3 – 1         | 4 – 3      | 1 – 0     | 5 – 2     | 1 – 1 | 1 – 0 | 2 – 0   | 2 – 1   | 2 – 0      | 2 – 2 | 0 – 0         |

### KNVB Beker
| Groespfase                                        | Veendam                                        | 4 – 0 (3 – 0) | Heerenveen             |
| 31 december 1967 Plaats: Veendam De Langeleegte   | Hanno Feiken 9' Rikkert La Crois 21', 26', 61' |               |                        |
| Groespfase                                        | Heerenveen                                     | 0 – 0         | SC Cambuur             |
| 10 maart 1968 Plaats: Heerenveen J.H. Kruisstraat |                                                |               |                        |
| Groespfase                                        | Heerenveen                                     | 1 – 1 (0 – 1) | GVAV                   |
| 24 maart 1968 Plaats: Heerenveen J.H. Kruisstraat | Henk Zoetendal 55'                             |               | 22' Gerrit van Tilburg |

## Statistieken Heerenveen 1967/1968

### Eindstand Heerenveen in de Nederlandse Tweede divisie 1967 / 1968
| Stand | Gespeeld | Gewonnen | Gelijk | Verloren | Punten | Doelpunten voor | Doelpunten tegen |
| ----- | -------- | -------- | ------ | -------- | ------ | --------------- | ---------------- |
| 15e   | 38       | 10       | 13     | 15       | 33     | 63              | 60               |

### Topscorers
| #              | Naam                  | Goal |
| -------------- | --------------------- | ---- |
| 1.             | Henk Zoetendal        | 13   |
| 2.             | Roel Huitema          | 10   |
| 2.             | Jan van Lier          | 10   |
| 4.             | Henk Prinsen          | 8    |
| 4.             | Dré Woest             | 8    |
| 6.             | Jan Boer              | 4    |
| 6.             | Kees Kist             | 4    |
| 8.             | Hans Zwart            | 3    |
| 9.             | Eise Bosma            | 2    |
| Eigen doelpunt |                       |      |
| –              | Bart Severijnse (PEC) | 1    |
| Totaal         | Totaal                | 63   |

| #      | Naam           | Goal |
| ------ | -------------- | ---- |
| 1.     | Henk Zoetendal | 1    |
| Totaal | Totaal         | 1    |

## Voetnoten
AGOVV · Baronie · SC Drente · EDO · Excelsior · Fortuna · Gooiland · De Graafschap · Heerenveen · Helmond Sport · Hermes DVS · Hilversum · Limburgia · NOAD · PEC · Roda JC · Veendam · Wageningen · ZFC · Zwolsche Boys